# Carlo Guasco
Pour les articles homonymes, voir Guasco.
Répertoire
I Lombardi alla prima crociata, Ernani, Attila
Carlo Guasco (16 mars 1813 – 13 décembre 1876) est un ténor italien d'opéra. Il a chanté dans les grands opéras européens de 1837 à 1853. Bien qu'il ait chanté dans de nombreuses premières mondiales, il est surtout connu pour avoir créé les rôles principaux de ténor dans les opéras I Lombardi alla prima crociata, Ernani et Attila de Verdi.

## Biographie
Carlo Guasco naît en 1813 à Solero, une petite ville dans le Piémont en Italie. Il montre un talent précoce pour le chant et la musique, ainsi que pour les mathématiques, et il suit d'abord une formation de géomètre à l'Université de Turin. Il étudie également le piano avec son cousin Giuseppe Guasco. Quand le professeur de chant et compositeur Giacomo Panizza entend la voix de Guasco, il le convainc de laisser tomber son travail de géomètre et d'étudier avec lui à Milan. Guasco met de côté les objections de sa famille au sujet d'une carrière sur scène et commence à étudier avec Panizza en septembre 1836. Après seulement quelques mois, il fait ses débuts à La Scala en chantant le rôle relativement mineur de Ruodi dans la production de 1837 de Guillaume Tell de Rossini. Son début est un grand succès et il vient rapidement à créer des rôles majeurs de ténor dans plusieurs opéras, particulièrement dans Maria di Rohan de Donizetti (1843) et dans I Lombardi alla prima crociata (1843), Ernani (1844) et Attila (1846) de Verdi. Pendant cette partie de sa carrière, il chante à travers l'Italie ainsi qu'à Paris, Londres, Madrid, Saint-Pétersbourg et Vienne.
La voix de Guasco, décrite par ses contemporains comme « douce plutôt que robuste, » est bien adaptée aux opéras de Rossini, Donizetti, Pacini et Mercadante, qui constituent la plus grande partie de son répertoire au début de sa carrière. Cependant, sa voix n’est ni douce ni robuste lors de la nuit de la première d'Ernani. Verdi, mécontent, écrit « Hier nous avons entendu Ernani avec Guasco sans voix et terriblement rauque. » Guasco est rauque pour avoir crié tout l’après-midi après la direction de La Fenice où l'opéra est créé le 9 mars 1844. Les coulisses sont dans le chaos, avec les décors pas prêts et des costumes manquant. Des témoins rapportent qu'une de ses tirades a duré plus d'une heure. Il était également nerveux de tenir un rôle dont il pensait que sa voix n'était pas adaptée, et trois semaines avant la première, il avait essayé de se retirer de la production. La première est malgré tout un succès pour Verdi et une fois Guasco installé dans le rôle, Giovanni Barezzi, l'ami de Verdi, rapporte que les représentations suivantes de Guasco sont bien meilleures. Guasco chante encore Ernani lors de la première représentation de cet opéra à La Scala en septembre 1844. Cette fois, le critique pour Il Bazar écrit :

« Le premier ténor toujours excellent Carlo Guasco, doté d'une voix talentueuse, a chanté et joué le rôle de protagoniste avec un art exquis […] il a persuadé tout le monde qu'il est toujours un chanteur de premier rang et qu'il n'a pas de rival quand il s'agit de chanter avec grâce, douceur et émotion. »

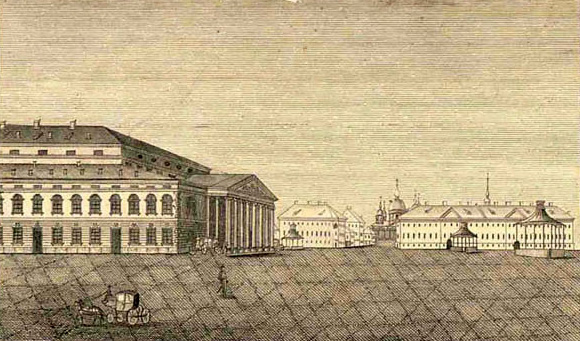
Le Théâtre Bolchoï Kamenny à
Saint-Pétersbourg où Carlo Guasco chante de 1846 à 1848

Après avoir chanté à Ferrare durant le printemps 1846, Guasco va à Saint-Pétersbourg pour un contrat avec l'Opéra Italien Royal. Il y chante avec succès  Ernani, Maria di Rohan, Norma, I due Foscari, I Lombardi alla prima crociata et Linda di Chamounix. À la fin de la saison 1848, il repousse le renouvellement de contrat et retourne dans sa ville natale de Solero en Italie. Il fait une pause dans sa carrière, se consacrant à des activités qu'il appréciait durant sa jeunesse, en particulier la chasse. Il se marie en août 1851, et à la demande de sa femme, il reprend sa carrière. Il accepte un contra pour la saison 1852 au Théâtre-Italien à Paris, où il rencontre une nouvelle fois le succès dans Ernani. Cependant les évènements politiques avec le Coup d'État du 2 décembre 1851 vident les théâtres. Il signe un contrat pour deux représentations à Vienne en 1853 à la suite de quoi il prend sa retraite de la scène.
Il retourne à Solero où il prend à l'administration de la ville. Il enseigne aussi le chant. Son élève le plus connu est le ténor Giovanni De Negri.
Carlo Guasco meurt à Solero le 13 décembre 1876 à 63 ans.

## Rôles

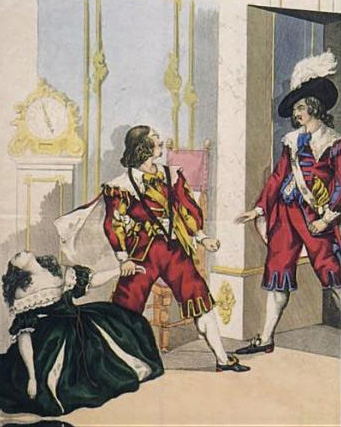
Eugenia Tadolini, Carlo Guasco et Giorgio Ronconi dans la scène finale de Maria di Rohan de Donizetti lors de la création mondiale à Vienne le 5 juin 1843

- Ruodi, Guillaume Tell de Gioachino Rossini
- Gerardo, L'ammalata e il consulto de Giuseppe Manusardi (création mondiale)
- Ubaldo, Elena da Feltre de Saverio Mercadante
- Arturo, Lucia di Lammermoor de Gaetano Donizetti
- Decio, La vestale (en) de Saverio Mercadante
- Oronte, I Lombardi alla prima crociata de Giuseppe Verdi (création mondiale)
- Riccardo di Chalais, Maria di Rohan de Gaetano Donizetti(création mondiale)
- Riccardo Percy, Anna Bolena de Gaetano Donizetti
- Enrico, Giovanna I di Napoli de Pietro Antonio Coppola
- Ernani, Ernani de Giuseppe Verdi (création mondiale)
- Carlo VII, Giovanna d'Arco de Giuseppe Verdi
- Oliviero, Adelia o La figlia dell'arciere de Gaetano Donizetti
- Selim, La sposa d'Abido de Joseph Poniatowski (création mondiale)
- Foresto, Attila de Giuseppe Verdi (création mondiale)
- Galeotto Manfredi, Galeotto Manfredi de Carlo Hermann (création mondiale)
- Gonzalvo, Vallombra de Federico Ricci
- Gerardo di Coucy, La regina di Cipro de Giovanni Pacini
- Il Conte di San Megrino, Caterina di Cleves de Luigi Savi
- Orombello, Beatrice di Tenda de Vincenzo Bellini